# C17H24O2
化学式C17H24O2（摩尔质量：260.378 g/mol）可以指以下化合物：
- 法卡林二醇（英语：Falcarindiol）（福尔卡烯炔二醇、镰叶芹二醇），CAS号：55297-87-5
- 苯甲酸香茅酯，CAS号：10482-77-6
- 人参环氧炔醇，CAS号：72800-72-7

|  | 这个同类索引页列出了具有相同分子式的化学物（即同分異構體）条目。 除非您是有意链接至本页，否则应将相应条目的内部链接指向正确的条目。 |